# Bruno Montelongo
Bruno Montelongo Gesta (nascido em 12 de setembro de 1987) é um futebolista profissional uruguaio que joga como zagueiro pelo Peñarol.

## Carreira
Bruno Montelongo iniciou sua carreira profissional no River Plate do Uruguai, atuando pela primeira vez na equipe em 2007. Em agosto de 2010, foi emprestado ao Milan, clube italiano da Série A. Na ocasião, o presidente do River Plate, Juan José Tudurí, afirmou que o Milan tomaria a decisão de adquirir em definitivo o jogador dentro de um período de 5 a 6 meses.

Sua permanência no Milan para a temporada seguinte era considerada improvável, devido à presença de jogadores mais experientes e com maior prestígio no clube. Posteriormente, Montelongo foi emprestado ao Bologna. Em 26 de maio de 2011, retornou ao Bologna.